# Selección femenina de rugby de Finlandia
La selección femenina de rugby de Finlandia es el equipo nacional que representa a la Suomen Rugbyliitto en competencias internacionales.

## Participación en copas
| - No ha clasificado - España 2011: 8° puesto | - Bélgica 2007: 5° puesto - Países Bajos 2008: 6° puesto - Suecia 2014: 4° puesto - Europa 2019: 3° puesto - Europa 2020: Cancelado - Europa 2021-22: 3° puesto - Europa 2022-23: 2° puesto |